# رمية مسقطة
الرمية المسقطة هي تسديدة في بعض رياضات المضرب حيث تُضرب الكرة (أو الريشة) بهدوء نسبيًا، أحيانًا مع تدويم علوي أو خلفي ، بحيث تهبط بعد الشبكة مباشرةً وبالقرب منها. إن الرمية المسقطة في مكان جيد وفي التوقيت المناسب ستصعب على اللاعب المنافس ضرب الكرة هجوميًا. أنجح التسديدات المسقطة لن تسمح للخصم بضرب الكرة مرة أخرى البتة.